# Cultura Profética
Cultura Profética é uma banda de reggae porto-riquenha formada em 1996. A banda passou por várias mudanças de formação, mas os membros fundadores Willy Rodríguez (baixo, vocais), Eliut González (guitarra) e Omar Silva (guitarra, baixo) permaneceram no grupo ao longo de sua história. Apesar de se dedicar principalmente à música reggae, a banda experimentou gêneros como bossa nova, tango, jazz e salsa. Liricamente, o grupo discute questões sociopolíticas e ecológicas, incluindo a identidade latino-americana e as preocupações ambientais, bem como relacionamentos interpessoais e amor.
Depois de ganhar popularidade em Porto Rico como uma banda cover, Cultura Profética começou a tocar músicas originais e lançou seu álbum de estreia, Canción de Alerta, em 1996. O grupo seguiu com Ideas Nuevas em 2000, que apresentou uma maior experimentação musical com uma variedade mais ampla de estilos musicais, e depois Diario em 2004. Após se mudar para o México, a banda lançou M.O.T.A. em 2005, que alcançou o número 12 na parada Billboard Hot Latin Albums. Em 2010, Cultura Profética lançou La Dulzura, que teve um foco lírico mais romântico e produziu o sucesso de rádio "La Complicidad". Nos últimos anos, lançou os singles "Saca, Prende y Sorprende" (2014), "Le Da Igual" (2015) e "Musica Sin Tiempo" (2017). O grupo lançou seu álbum mais recente, Sobrevolando, em novembro de 2019.

## Prêmios
Ganharam um Grammy Latino e foram indicados ao Grammy por seu álbum Sobrevolando.[carece de fontes?]